# Eduard Grau
Eduard Grau (Barcelona, 1981) és un director de fotografia català. Dels dels 13 anys va tenir clar que es volia dedicar al cine, i per això va estudiar a l'ESCAC de Barcelona i a la NFTS de Beaconsfield (Anglaterra). En algunes entrevistes explica que gravar una pel·lícula amb Tom Ford li va canviar la vida. La seva fotografia sobre Buried de Rodrigo Cortés li va valdre una nominació als Premis Goya. També ha fet anuncis i videoclips com Born This Way de Lady Gaga.

## Filmografia seleccionada
- 2006 : Honor de cavalleria d'Albert Serra[4]
- 2009 : A Single Man de Tom Ford[4]
- 2010 : Buried de Rodrigo Cortés[4]
- 2010 : Finisterrae de Sergio Caballero[4]
- 2011 : La Maison des ombres de Nick Murphy
- 2012 : No Place on Earth de Janet Tobias
- 2014 : Suite française de Saul Dibb[1]
- 2015 : The Gift de Joel Edgerton[3]
- 2015 : Sufragistes de Sarah Gavron[1]
- 2017 : Quién Te Cantará de Carlos Vermut[5]